# Duke Ellington & John Coltrane
Duke Ellington & John Coltrane – album studyjny amerykańskich muzyków jazzowych: pianisty Duke’a Ellingtona i saksofonisty Johna Coltrane’a, wydany z numerem katalogowym AS-30 w 1963 roku przez Impulse! Records.
Jest to jedyny wspólny album tych muzyków. Towarzyszą im kontrabasiści i perkusiści ich zespołów: Jimmy Garrison i Elvin Jones (z kwartetu Coltrane’a) oraz Aaron Bell i Sam Woodyard (z orkiestry Ellingtona).

## Powstanie
Materiał na płytę został zarejestrowany 26 września 1962 roku przez Rudy’ego Van Geldera w należącym do niego studiu (Van Gelder Studio) w Englewood Cliffs w stanie New Jersey. Produkcją albumu zajął się Bob Thiele.

## Lista utworów
Opracowano na podstawie materiału źródłowego:
Wydanie LP
Strona A
| Nr | Tytuł utworu            | Muzyka         | Długość |
| -- | ----------------------- | -------------- | ------- |
| 1. | „In a Sentimental Mood” | Duke Ellington | 4:12    |
| 2. | „Take the Coltrane”     | Duke Ellington | 4:40    |
| 3. | „Big Nick”              | John Coltrane  | 4:25    |
| 4. | „Stevie”                | Duke Ellington | 4:20    |
|    |                         |                | 17:37   |

Strona B
| Nr | Tytuł utworu           | Muzyka                                       | Długość |
| -- | ---------------------- | -------------------------------------------- | ------- |
| 1. | „My Little Brown Book” | Billy Strayhorn                              | 5:20    |
| 2. | „Angelica”             | Duke Ellington                               | 5:56    |
| 3. | „The Feeling of Jazz”  | Bobby Troup, Duke Ellington, George T. Simon | 5:30    |
|    |                        |                                              | 16:46   |

## Twórcy
Opracowano na podstawie materiału źródłowego.
Muzycy:
- John Coltrane – saksofon tenorowy (A-1, A-2, A-4, B-1, B-2, B-3), saksofon sopranowy (A-3)
- Duke Ellington – fortepian
- Aaron Bell – kontrabas (A-1, A-4, B-1, B-3)
- Jimmy Garrison – kontrabas (A-2, A-3, B-2)
- Sam Woodyard – perkusja (A-4, B-1, B-3)
- Elvin Jones – perkusja (A-1, A-2, A-3, B-2)

Produkcja:
- Bob Thiele – produkcja muzyczna
- Rudy Van Gelder – inżynieria dźwięku
- Flynn / Viceroy – projekt okładki
- Bob Ghiraldini – fotografia na okładce
- Stanley Dance – liner notes